# Thieto
Thieto († 6 avril après 942) fut abbé du monastère bénédictin de Saint-Gall de 933 à 942.

## Vie
Le nom de Thieto apparaît dans le livre de profession de Saint-Gall. L’abbé Thieto figure dans deux autres documents : dans un document non daté ainsi que dans le diplôme d’Otton I datant du 7 avril 940, dans lequel les droits d'immunité, d'élection et d'inquisition de Thieto sont confirmés. 
L’incendie dévastateur de 937 a marqué cette période car cet incendie a causé plus de dommages que les invasions hongroises de 926. Le feu aurait été déclenché par un élève du monastère et aurait causé de grand dommages matériels. Lors de son abbatiat, Thieto a commencé la reconstruction mais ne l’a pas terminée avant sa démission le 31 mai 942.